# Tzapotlatena
Tzapotlatena dans la mythologie aztèque, est la déesse personnifiant la nature. Elle est la créatrice de la térébenthine.